# Adrian von Ziegler
Adrian von Ziegler (în germană: [ˈadʁian fɔn ˈt͡siːɡlɐ]; n. 25 decembrie 1989, Zürich, cantonul Zürich, Elveția) este un compozitor elvețian din Zürich. El a câștigat popularitate pe site-ul de video-sharing YouTube, unde canalul său a dobândit peste 1.000.000 de abonați. El compune în mare parte lucrări non-vocale, după ce a declarat că nu dorește să adauge versuri la cântecele sale decât dacă cântăreața este Enya, o compozitoare pe care o respectă. Adrian von Ziegler folosește o „claviatură foarte veche” și Magix Music Maker⁠(d) printre altele pentru a compune muzica sa. Deși există puține semne de atenție a presei, von Ziegler a fost prezentat într-un articol din revista Magix în 2012.

## Debutul în cariera muzicală
După primele sale experiențe muzicale la 15 ani ca baterist într-o formație rock locală, von Ziegler a început să compună muzică. Deoarece nu i-a fost posibil să compună muzică și să rămână cu trupa, a plecat și și-a cumpărat prima chitară.
Din 2007 până în 2009 a înregistrat nenumărate piese demo sub numele artistului „Indigo”, în care chitara sa va fi înlocuită din ce în ce mai des cu claviatură pe care a favorizat-o. În 2008, muzica sa a fost lansată în lume pentru prima dată când și-a creat un cont pe site-ul de rețele sociale, Myspace.
După ce a renunțat la pseudonimul Indigo în 2009, a stabilit tendința de a lansa albume anual. În 2010 au apărut două albume, Requiem și Lifeclock, iar în 2011 au fost lansate Wanderer, Across Acheron și Mirror of the Night. Până la sfârșitul anului 2012, von Ziegler lansase încă cinci albume: Mortulia, Spellbound, The Celtic Collection, Starchaser și Odyssey. În 2013, a lansat Feather and Skull și Vagabond. În martie 2014, a fost lansat albumul său, Libertas, iar în octombrie 2014, a fost lansat Queen of Thorns. În 2016 a lansat al 17-lea album, Moonsong. Doi ani mai târziu, în 2018, și-a lansat albumul Saga. În februarie 2019 a lansat albumul neanunțat Fable, iar în iunie 2019 - The Celtic Collection III.

## Inspirație
Adrian von Ziegler afirmă că inspirația sa provine dintr-o varietate de surse. El observă că natura, literatura, istoria, mitologia, emoțiile sale, lumile sale imaginare și soția sa Carina îi dau inspirație pentru operele sale muzicale. Carina și Adrian au o relație din 2011.

## Discografie
| An   | Albume                                  |
| ---- | --------------------------------------- |
| 2010 | Requiem                                 |
| 2010 | Lifeclock                               |
| 2011 | Across Acheron                          |
| 2011 | Wanderer                                |
| 2011 | Mirror of the Night                     |
| 2012 | Mortualia                               |
| 2012 | Spellbound                              |
| 2012 | Starchaser                              |
| 2012 | The Celtic Collection (Compilație)      |
| 2012 | Odyssey                                 |
| 2013 | Feather and Skull                       |
| 2013 | Vagabond                                |
| 2014 | Libertas                                |
| 2014 | The Celtic Colection II (Compilație)    |
| 2014 | Queen of Thorns                         |
| 2016 | Atmospheres                             |
| 2016 | Moonsong                                |
| 2018 | Saga                                    |
| 2019 | FabLE                                   |
| 2019 | The Celtic Compilation III (Compilație) |
| 2020 | Veiled                                  |
| 2020 | Moondance                               |
| 2020 | Darkness Eternal                        |